# Anostomidae
Az Anostomidae a csontos halak (Osteichthyes) főosztályának sugarasúszójú halak (Actinopterygii) osztályába, a pontylazacalakúak (Characiformes) rendjébe tartozó család.  1 alcsalád, 12 nem és 146 faj tartozik a családhoz.
Egyes rendszerekben Chilodontidae családot ide sorolják Chilodontinae néven

## Rendszerezés
Az alábbi alcsaládok, nemek és fajok tartoznak a családhoz.

### Anostominae
Az Anostominae alcsaládba az alábbi nemek és fajok tartoznak
- Abramites (Fowler, 1906) – 2 faj
  - Abramites eques
  - Abramites hypselonotus

- Anostomoides (Pellegrin, 1909) – 2 faj
  - Anostomoides atrianalis
  - Anostomoides laticeps

- Anostomus (Scopoli, 1777) – 7 faj
  - Díszes fejenálló lazac (Anostomus anostomus)
  - Anostomus brevior
  - Anostomus intermedius
  - Anostomus longus
  - Anostomus plicatus
  - Anostomus spiloclistron
  - Anostomus ternetzi

- Gnathodolus (Myers, 1927) – 1 faj
  - Gnathodolus bidens

- Laemolyta (Cope, 1872) – 10 faj
  - Laemolyta fasciata
  - Laemolyta fernandezi
  - Laemolyta garmani
  - Laemolyta macra
  - Laemolyta nitens
  - Laemolyta orinocensis
  - Laemolyta petiti
  - Laemolyta proxima
  - Laemolyta taeniata
  - Laemolyta varia

- Leporellus (Lütken, 1875) – 3 faj
  - Leporellus pictus
  - Leporellus retropinnis
  - Leporellus vittatus

- Leporinus (Agassiz, 1829) – 85 faj
  - Leporinus agassizii
  - Leporinus aguapeiensis
  - Leporinus alternus
  - Leporinus amae
  - Leporinus amblyrhynchus
  - Leporinus arcus
  - Leporinus aripuanaensis
  - Leporinus badueli
  - Leporinus bahiensis
  - Leporinus bimaculatus
  - Leporinus bistriatus
  - Leporinus bleheri
  - Leporinus boehlkei
  - Leporinus brunneus
  - Leporinus conirostris
  - Leporinus copelandii
  - Leporinus crassilabris
  - Leporinus cylindriformis
  - Leporinus desmotes
  - Leporinus despaxi
  - Leporinus ecuadorensis
  - Leporinus elongatus
  - Leporinus falcipinnis
  - Leporinus fasciatus
  - Leporinus friderici
  - Leporinus garmani
  - Leporinus gomesi
  - Leporinus gossei
  - Leporinus granti
  - Leporinus holostictus
  - Leporinus jamesi
  - Leporinus jatuncochi
  - Leporinus julii
  - Leporinus klausewitzi
  - Leporinus lacustris
  - Leporinus latofasciatus
  - Leporinus lebaili
  - Leporinus leschenaulti
  - Leporinus macrocephalus
  - Leporinus maculatus
  - Leporinus marcgravii
  - Leporinus megalepis
  - Leporinus melanopleura
  - Leporinus melanostictus
  - Leporinus microphthalmus
  - Leporinus moralesi
  - Leporinus mormyrops
  - Leporinus multifasciatus
  - Leporinus muyscorum
  - Leporinus nattereri
  - Leporinus niceforoi
  - Leporinus nigrotaeniatus
  - Leporinus nijsseni
  - Leporinus obtusidens
  - Leporinus octofasciatus
  - Leporinus octomaculatus
  - Leporinus ortomaculatus
  - Leporinus pachycheilus
  - Leporinus pachyurus
  - Leporinus parae
  - Leporinus paralternus
  - Leporinus paranensis
  - Leporinus pearsoni
  - Leporinus pellegrinii
  - Leporinus piau
  - Leporinus pitingai
  - Leporinus punctatus
  - Leporinus reinhardti
  - Leporinus reticulatus
  - Leporinus sexstriatus
  - Leporinus silvestrii
  - Leporinus spilopleura
  - Leporinus steindachneri
  - Leporinus steyermarki
  - Leporinus striatus
  - Leporinus subniger
  - Leporinus taeniatus
  - Leporinus taeniofasciatus
  - Leporinus thayeri
  - Leporinus tigrinus
  - Leporinus trifasciatus
  - Leporinus trimaculatus
  - Leporinus uatumaensis
  - Leporinus wolfei
  - Leporinus y-ophorus

- Pseudanos (Winterbottom, 1980) – 3 faj
  - Pseudanos gracilis
  - Pseudanos irinae
  - Pseudanos trimaculatus

- Rhytiodus (Kner, 1858) – 4 faj
  - Rhytiodus argenteofuscus
  - Rhytiodus elongatus
  - Rhytiodus lauzannei
  - Rhytiodus microlepis

- Sartor (Myers & Carvalho, 1959) – 3 faj
  - Sartor elongatus
  - Sartor respectus
  - Sartor tucuruiense

- Schizodon (Agassiz, 1829) – 13 faj
  - Schizodon altoparanae
  - Schizodon australis
  - Schizodon borellii
  - Schizodon dissimilis
  - Schizodon fasciatus
  - Schizodon intermedius
  - Schizodon isognathus
  - Schizodon jacuiensis
  - Schizodon knerii
  - Schizodon nasutus
  - Schizodon platae
  - Schizodon rostratus
  - Schizodon vittatus

- Synaptolaemus (Myers & Fernández-Yépes Myers, 1950) – 13 faj
  - Schizodon altoparanae
  - Schizodon australis
  - Schizodon borellii
  - Schizodon dissimilis
  - Schizodon fasciatus
  - Schizodon intermedius
  - Schizodon isognathus
  - Schizodon jacuiensis
  - Schizodon knerii
  - Schizodon nasutus
  - Schizodon platae
  - Schizodon rostratus
  - Schizodon vittatus